# Dolph Schayes
Adolph Schayes, detto Dolph (New York, 19 maggio 1928 – Syracuse, 10 dicembre 2015), è stato un cestista e allenatore di pallacanestro statunitense, fra i primi protagonisti della storia della NBA.

## Carriera

### Giocatore
Dopo quattro fortunati anni alla New York University, durante i quali venne nominato due volte All-American, Dolph suscitò l'interesse di varie squadre in entrambe le leghe allora esistenti (BAA e NBL); alla fine, furono i Syracuse Nationals della National Basketball League ad ottenere i diritti su Schayes, acquistandoli dai Tri-Cities Blackhawks che lo avevano scelto al draft del 1948.
Alto 2,03 metri (fra i più alti dell'epoca) ma dotato tuttavia di grande agilità e di un raffinato tiro in sospensione, Schayes fu un giocatore per certi versi innovativo nel suo ruolo di ala-centro, abbinando le doti fisiche e tecniche richieste nel gioco sotto canestro e dai 4-5 metri.
Nel suo anno di debutto Dolph ebbe un impatto di gran rilievo, aumentando la percentuale di vittorie stagionali dei Nationals di oltre il 205. La stagione seguente (1949-50) fu la prima della National Basketball Association, nata dalla fusione delle due leghe concorrenti; nonostante la durissima concorrenza, Syracuse guidata da Dolph Schayes emerse subito, chiudendo la regular season al primo posto e centrando subito le finals NBA, perse contro i Minneapolis Lakers di George Mikan e Jim Pollard. Il medesimo risultato fu ripetuto nel 1954, sconfitti in finale sempre dai Lakers.
Nel 1955, invece, i Nationals chiusero nuovamente la stagione al primo posto nella classifica della lega, e superando senza difficoltà i Boston Celtics, raggiunsero per la terza volta le finals, incontrando i Fort Wayne Pistons; la serie si prolungò per sette tiratissime partite, ognuna risoltasi con un distacco sempre inferiore agli otto punti, e vincendo gara 7 per 92-91 Syracuse e il suo leader, Schayes, vinsero il titolo NBA.
Nelle stagioni a seguire, i Nationals non riuscirono più ad andare oltre la finale della Eastern Conference, ma Dolph riuscì ugualmente a rinforzare il suo lustro di giocatore: nel 1956 iniziò una sequenza di 6 stagioni consecutive (fino al 1961) sopra i 20 punti a partita, risultato molto prestigioso per l'epoca; in tre occasioni (1958, 1960 e 1961) fu primo nella lega per percentuale di realizzazione dei tiri liberi, viaggiando intorno al 90%. Schayes continuò a giocare fino al 1963-64, annata in cui la franchigia si mutò negli odierni Philadelphia 76ers, prima del ritiro.

### Statistiche
Dal punto di vista statistico, è stato un giocatore di primissimo livello difensivo, capace di collezionare ben 10 stagioni consecutive con 10 o più rimbalzi per gara. Fra le sue migliori stagioni difensive, rimangono nella storia quella del 1950-51, in cui fu capace di catturare 1080 rimbalzi, con una media di 16,4 a partita.
Nel 1956-57 ne catturò 1008 con una media di 14 a partita e nella stagione successiva di 14,2.
In carriera dal punto di vista difensivo ha collezionato 11256 rimbalzi con una media di 12,1 rimbalzi a partita.
Nella stagione 1950-51, arrivò primo della lega in rimbalzi.
Inoltre fu primo giocatore NBA per minuti in campo nel 1956-57 con una media di 39,6 e nel
1957-58 con una media di 40,5.
In carriera ha partecipato a 12 All-Star Game (dal 1951 al 1962). Realizzò il primo canestro nella partita dell'All Star Game 1951 rendendolo di fatto il primo marcatore assoluto di questa manifestazione.
Fu anche introdotto nel All-NBA First Team per 6 volte (1952, 1953, 1954, 1955, 1957, 1958) e nel secondo per 4 (1950, 1951, 1956, 1959, 1960, 1961).
Infine ha collezionato un titolo NBA con Syracuse nella stagione 1955.

### Allenatore
Ritiratosi dai parquet da giocatore, Dolph rimase legato al basket, ed in particolare ai suoi Philadelphia 76ers, guidandoli dalla panchina. Nel 1966 diresse una stagione eccellente, con un bilancio vinte/perse di 55-25, culminato con la vittoria del premio di miglior allenatore dell'anno. Si ritirò momentaneamente, ritornando nel 1970 alla guida dei Buffalo Braves, con i quali ebbe però un'annata poco felice.
Era il padre di Danny Schayes, che ha giocato per 18 stagioni nella NBA, negli anni ottanta e novanta.

## Statistiche
| † | Denota le stagioni in cui ha vinto il titolo |
| * | Primo nella lega                             |

### NBA

#### Regular Season
| Anno         | Squadra            | PG  | PT | MP    | TC%  | 3P% | TL%   | RP    | AP  | PRP | SP | PP   |
| ------------ | ------------------ | --- | -- | ----- | ---- | --- | ----- | ----- | --- | --- | -- | ---- |
| 1949-1950    | Syracuse Nationals | 64  | -  | -     | 38,5 | -   | 77,4  | -     | 4,0 | -   | -  | 16,8 |
| 1950-1951    | Syracuse Nationals | 66  | -  | -     | 35,7 | -   | 75,2  | 16,4* | 3,8 | -   | -  | 17,0 |
| 1951-1952    | Syracuse Nationals | 63  | -  | 31,8  | 35,5 | -   | 80,7  | 12,3  | 2,9 | -   | -  | 13,8 |
| 1952-1953    | Syracuse Nationals | 71  | -  | 37,6  | 37,4 | -   | 82,7  | 13,0  | 3,2 | -   | -  | 17,8 |
| 1953-1954    | Syracuse Nationals | 72  | -  | 36,9  | 38,0 | -   | 82,7  | 12,1  | 3,0 | -   | -  | 17,1 |
| 1954-1955†   | Syracuse Nationals | 72  | -  | 35,1  | 38,3 | -   | 83,3  | 12,3  | 3,0 | -   | -  | 18,5 |
| 1955-1956    | Syracuse Nationals | 72  | -  | 35,0  | 38,7 | -   | 85,8  | 12,4  | 2,8 | -   | -  | 20,4 |
| 1956-1957    | Syracuse Nationals | 72* | -  | 39,6* | 37,9 | -   | 90,4  | 14,0  | 3,2 | -   | -  | 22,5 |
| 1957-1958    | Syracuse Nationals | 72* | -  | 40,5* | 39,8 | -   | 90,4* | 14,2  | 3,1 | -   | -  | 24,9 |
| 1958-1959    | Syracuse Nationals | 72* | -  | 36,7  | 38,7 | -   | 86,4  | 13,4  | 2,5 | -   | -  | 21,3 |
| 1959-1960    | Syracuse Nationals | 75  | -  | 36,5  | 40,1 | -   | 89,3* | 12,8  | 3,4 | -   | -  | 22,5 |
| 1960-1961    | Syracuse Nationals | 79* | -  | 38,1  | 37,2 | -   | 86,8  | 12,2  | 3,7 | -   | -  | 23,6 |
| 1961-1962    | Syracuse Nationals | 56  | -  | 26,4  | 35,7 | -   | 89,7* | 7,8   | 2,1 | -   | -  | 14,7 |
| 1962-1963    | Syracuse Nationals | 66  | -  | 21,8  | 38,8 | -   | 87,9  | 5,7   | 2,7 | -   | -  | 9,5  |
| 1963-1964    | Philadelphia 76ers | 24  | -  | 14,6  | 30,8 | -   | 80,7  | 4,6   | 2,0 | -   | -  | 5,6  |
| Carriera NBA | Carriera NBA       | 996 | -  | 34,4  | 38,0 | -   | 84,9  | 12,1  | 3,1 | -   | -  | 18,5 |

#### Play-off
| Anno         | Squadra            | PG  | PT | MP   | TC%  | 3P% | TL%   | RP    | AP  | PRP | SP | PP   |
| ------------ | ------------------ | --- | -- | ---- | ---- | --- | ----- | ----- | --- | --- | -- | ---- |
| 1950         | Syracuse Nationals | 11  | -  | -    | 38,5 | -   | 73,3  | -     | 2,5 | -   | -  | 17,1 |
| 1951         | Syracuse Nationals | 7   | -  | -    | 44,8 | -   | 76,6  | 14,6* | 2,9 | -   | -  | 20,4 |
| 1952         | Syracuse Nationals | 7   | -  | 35,4 | 45,1 | -   | 76,9  | 12,9  | 2,1 | -   | -  | 20,3 |
| 1953         | Syracuse Nationals | 2   | -  | 29,0 | 25,0 | -   | 76,9  | 8,5   | 0,5 | -   | -  | 9,0  |
| 1954         | Syracuse Nationals | 13* | -  | 28,8 | 45,7 | -   | 74,1  | 10,5  | 1,8 | -   | -  | 16,0 |
| 1955†        | Syracuse Nationals | 11* | -  | 33,0 | 35,9 | -   | 84,0  | 12,8* | 3,6 | -   | -  | 19,0 |
| 1956         | Syracuse Nationals | 8   | -  | 38,8 | 36,6 | -   | 88,0  | 13,9  | 3,4 | -   | -  | 22,1 |
| 1957         | Syracuse Nationals | 5   | -  | 43,0 | 30,5 | -   | 89,1  | 18,0  | 2,8 | -   | -  | 21,4 |
| 1958         | Syracuse Nationals | 3   | -  | 43,7 | 39,1 | -   | 83,3  | 15,0  | 2,0 | -   | -  | 26,7 |
| 1959         | Syracuse Nationals | 9   | -  | 39,0 | 40,0 | -   | 91,6  | 13,0  | 4,6 | -   | -  | 28,2 |
| 1960         | Syracuse Nationals | 3   | -  | 42,0 | 45,5 | -   | 93,3* | 16,0  | 2,7 | -   | -  | 29,3 |
| 1961         | Syracuse Nationals | 8   | -  | 38,5 | 33,6 | -   | 90,0* | 11,4  | 2,6 | -   | -  | 20,6 |
| 1962         | Syracuse Nationals | 5   | -  | 19,0 | 36,4 | -   | 69,2  | 7,0   | 1,0 | -   | -  | 11,4 |
| 1963         | Syracuse Nationals | 5   | -  | 21,6 | 45,5 | -   | 91,7  | 5,6   | 1,4 | -   | -  | 10,2 |
| Carriera NBA | Carriera NBA       | 97  | -  | 34,0 | 39,0 | -   | 82,5  | 12,2  | 2,6 | -   | -  | 19,5 |

## Palmarès

### Club
- Campionato NBA: 1

Syracuse Nationals: 1955

### Individuale
- NBL Rookie of the Year: 1

1949
- Squadre All-NBA: 12

First Team: 1952, 1953, 1954, 1955, 1957, 1958
Second Team: 1950, 1951, 1956, 1959, 1960, 1961
- NBA All-Star: 12

1951, 1952, 1953, 1954, 1955, 1956, 1957, 1958, 1959, 1960, 1961, 1962
- Miglior rimbalzista NBA (1951)
- 3 volte miglior tiratore di liberi NBA (1958, 1960, 1962)
- NBA Coach of the Year Award: 1

1966
- Trentesimo miglior rimbalzista di sempre NBA
- Incluso tra i 10 migliori giocatori nel venticinquesimo anniversario della NBA
- Inserito tra i 50 migliori giocatori del cinquantenario della NBA nel 1996
- Inserito nel NBA 75th Anniversary Team
- Inserito nella Naismith Memorial Basketball Hall of Fame nel 1973